# Kalwaria w Nitrze
Kalwaria w Nitrze – zespół kaplic symbolizujących stacje Męki Pańskiej znajdujących się na wzgórzu Kalwaria w Nitrze. Kaplice kalwaryjskie rozmieszczone są wzdłuż drogi prowadzącej kościoła Wniebowzięcia Najświętszej Marii Panny na szczyt wzgórza. 

## Kalwaria
Pierwsza kalwaria w Nitrze wybudowana została w końcu XVIII wieku, składała się prawdopodobnie z siedmiu przystanków Drogi krzyżowej. Obecna pochodzi z 1885 roku. Wybudowana została z inicjatywy biskupa Roškovániego przez budowniczego Františka Storna. Kaplice wykonano według projektu Karola Mayera. W 1911 postawiono na szczycie trzy krzyże. W skład kalwarii wchodzi 14 stacji Drogi krzyżowej. W zespół kalwarii została włączona znajdująca się na wzgórzu kaplica św. Krzyża, która obecnie nosi miano Kaplicy Grobu Pańskiego. Oprócz niej kalwarię tworzy 12 jednakowych kaplic - stacji drogi krzyżowej oraz Grupa Ukrzyżowanie.

### Opis
Dwanaście kaplic o identycznym wyglądzie wybudowanych jest w stylu neoromańskim. Stacja "Ukrzyżowanie składa się z grupy trzech krzyży. Kaplica Groby Świętego jest zbudowana na planie sześciokąta.

## Dom misyjny Matki Bożej
Na północnym stoku góry Kalwarii w 1928 roku wybudowano dom misyjny ojców werbistów. Zakon werbistów sprowadził do Nitry biskup Viliam Batthyány (1911 - 1920). Kiedy klasztor im przeznaczony stał się za mały, podjęto decyzję o budowie nowego, wolnostojącego budynku. Projekt wykonał Milan Michał Harminc, budowniczym był Ján Tomaschek z Nitry. Dom misyjny jest czterokondygnacyjny, wybudowany na planie litery "L".  na początku lat 50. XX wieku w budynku mieściła się szkoła (Liceum pedagogiczne, potem Uniwersytet Rolniczy). W 1990 Dom Misyjny powrócił w ręce zakonu. W  budynku mieści się obecnie m.in. Muzeum Misyjne oraz Dom Pomocy Społecznej.